# Intelligencija
Intelligencija (in russo  интеллигенция?, in polacco inteligencja) o intellighenzia (impropriamente intellighentsia oppure intellighentzia ed erratamente intellighèntsija, intelligentsia e intellighentia) è una parola russa che indica un determinato gruppo sociale (più o meno esteso, per esempio, un popolo, una parte politica, un credo religioso, ecc.), formato dalle persone più rappresentative tra coloro che svolgono un'attività intellettuale, sia essa di natura scientifica, artistica e amministrativa, tale da porli in un ceto culturale e creativo più elevato.

## Rapporti con la classe dirigente
Secondo alcuni sociologi all'interno della intellighenzia si devono inserire gli intellettuali, ma anche i dirigenti, i funzionari dell'amministrazione pubblica, i politici, i medici, ecc., in quanto l'attività intellettuale conferisce loro compiti anche organizzativi e direttivi del lavoro altrui.
Secondo l'opinione di altri sociologi vanno annoverati nella definizione solo gli intellettuali in senso stretto, occorrendo distinguere il caso di coloro che prendono parte ad attività intellettuali da coloro che appartengono all'establishment in un qualunque tipo di società.

## Origine del termine
Sembra che il termine fosse già usato in Russia nel XVIII secolo, originato dalla traduzione della parola francese "intelligence", ed era riferito agli intellettuali di origine nobile che occupavano incarichi pubblici. Nel corso del XIX secolo venne riferito indifferentemente a tutta la classe colta della popolazione, distinguendo tuttavia gli intellettuali non nobili o declassati con il termine di Raznočincy (Разночинцы), letteralmente gente comune.
La pronuncia di "intellighenzia" deriva da quella classica della lingua latina, che pronunciava la 'g' di e come dura.
Il termine Intelligencija appare nei diari datati 1836 del russo Vasilij Andreevič Žukovskij, ma fu reso popolare dal filosofo polacco Karol Libelt dopo la pubblicazione nel 1844 del suo libro O miłości ojczyzny (L'amor di patria) e soprattutto dallo scrittore e giornalista russo Pëtr Boborykin (1836–1922), che l'utilizzò nella sua rivista "Biblioteca per la lettura" (Библиотека для чтения, Biblioteka dlja čtenija), affermando di averlo tratto dal tedesco, e rese protagoniste dei suoi romanzi molte figure di intellettuali.
Successivamente l'uso della parola si è esteso in gran parte del mondo e in diverse lingue per indicare il gruppo che ha la superiorità intellettuale o, a volte ironicamente, che ritiene di averla.

## Caratterizzazione
Uno dei fondatori della teoria dell'intellighenzia, Vitalij Tepikin, propose un sistema di segni per caratterizzare l'intellighenzia:
1. l'avanzato per i suoi tempi ideali morali, la sensibilità al prossimo, il tatto e la gentilezza nelle manifestazioni;
2. lavoro mentale attivo e auto-educazione continua;
3. patriottismo, basato sulla fede nella sua gente e amore disinteressato e inesauribile per la piccola e grande madrepatria;
4. l'instancabilità creativa di tutte le unità dell'intellighenzia (e non solo la parte artistica di essa, come molti lo considerano), l'ascetismo;
5. l'indipendenza, il desiderio di libertà di espressione e di trovarlo se stesso;
6. un atteggiamento critico nei confronti dell'attuale governo, la condanna di qualsiasi manifestazione di ingiustizia, anti-umanesimo, anti-democrazia;
7. lealtà verso le proprie convinzioni motivate dalla coscienza nelle condizioni più difficili e persino dalla tendenza all'autodegradazione;
8. percezione ambigua della realtà, che porta a fluttuazioni politiche, e talvolta alla manifestazione del conservatorismo;
9. un senso di risentimento aggravato a causa della mancanza di attuazione (reale o apparente), che a volte conduce all'estrema vicinanza dell'intellettuale;
10. fraintendimento periodico, rifiuto reciproco da parte di rappresentanti di vari gruppi dell'intellighenzia, così come una singola squadra, che è causata da attacchi di egoismo e impulsività (il più delle volte caratteristica dell'intellighenzia artistica).